# Paul Steiner
Paul Steiner (ur. 23 stycznia 1957 w Waldbrunn) – niemiecki piłkarz występujący na pozycji obrońcy, reprezentant kraju. Uczestnik Mistrzostw Świata 1990. W barwach SV Waldhof Mannheim, MSV Duisburg i 1. FC Köln w latach 1975–1991 rozegrał w Bundeslidze i 2. Bundeslidze 493 spotkań, strzelając 43 bramki.